# Hotel Nassauer Hof Wiesbaden

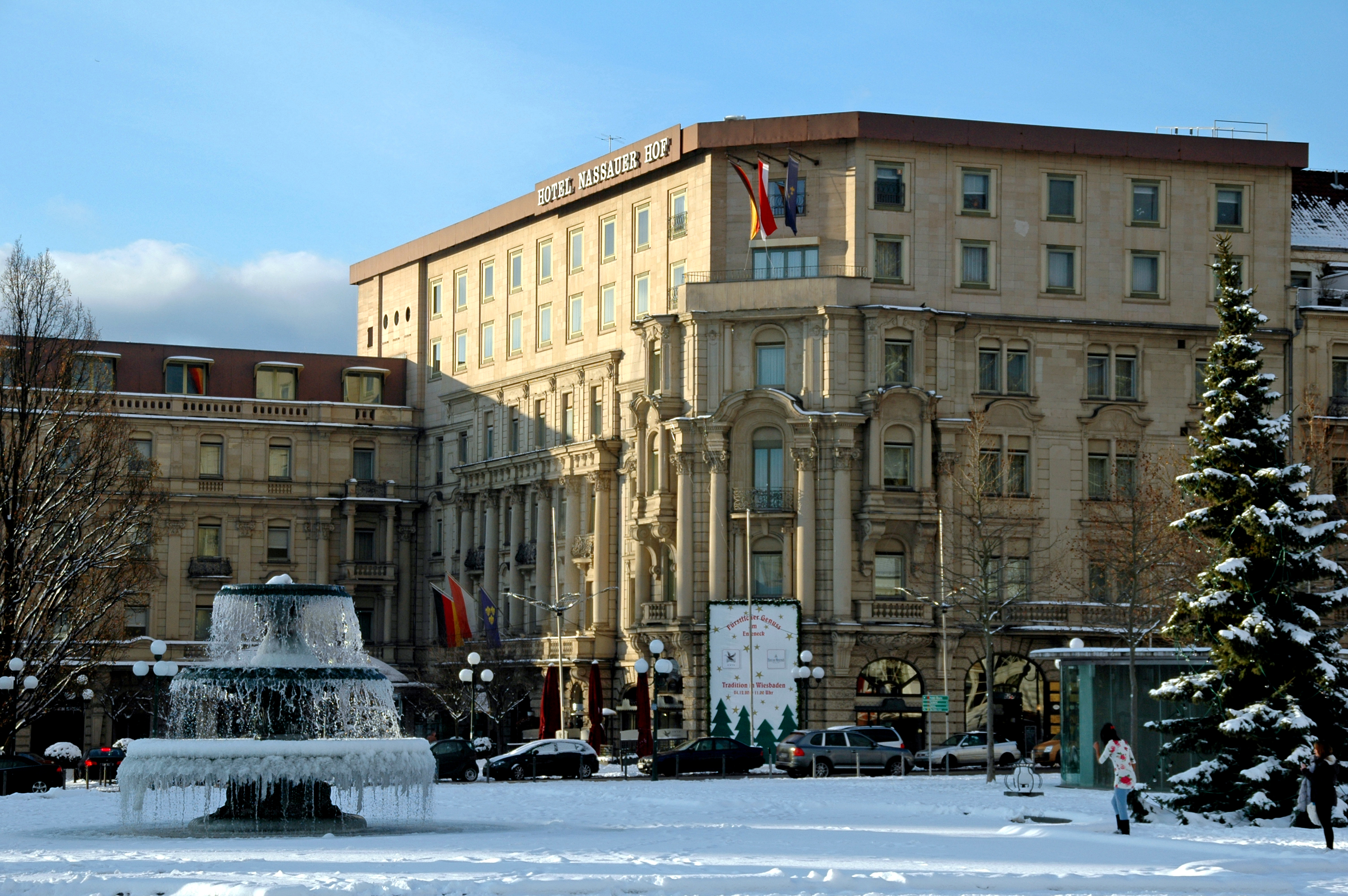
Hotel Nassauer Hof, im Vordergrund ein Kaskadenbrunnen auf dem Bowling Green

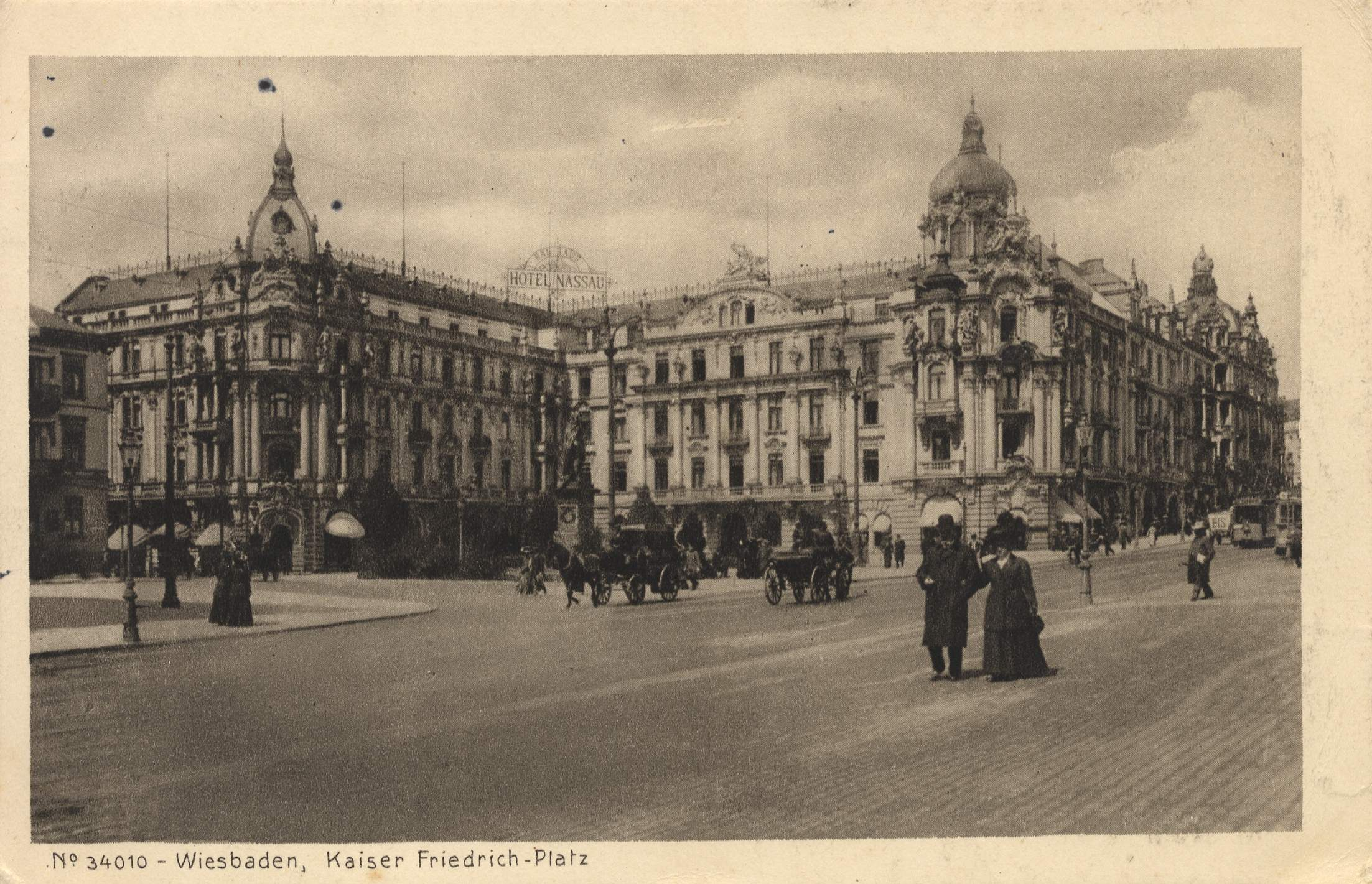
Das Hotel im Jahr 1916

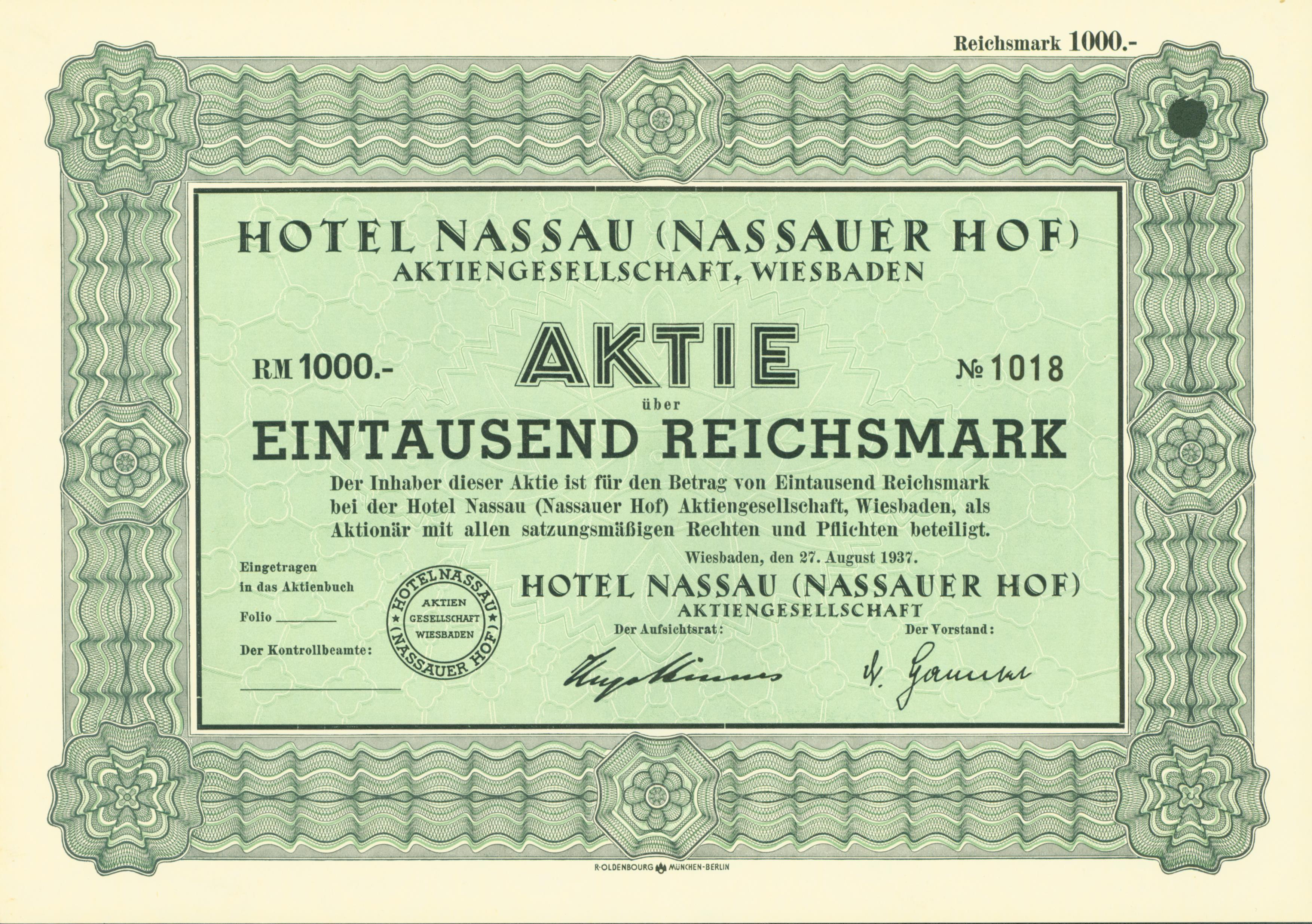
Aktie über 1000 RM der Hotel Nassau (Nassauer Hof) AG vom 27. August 1937

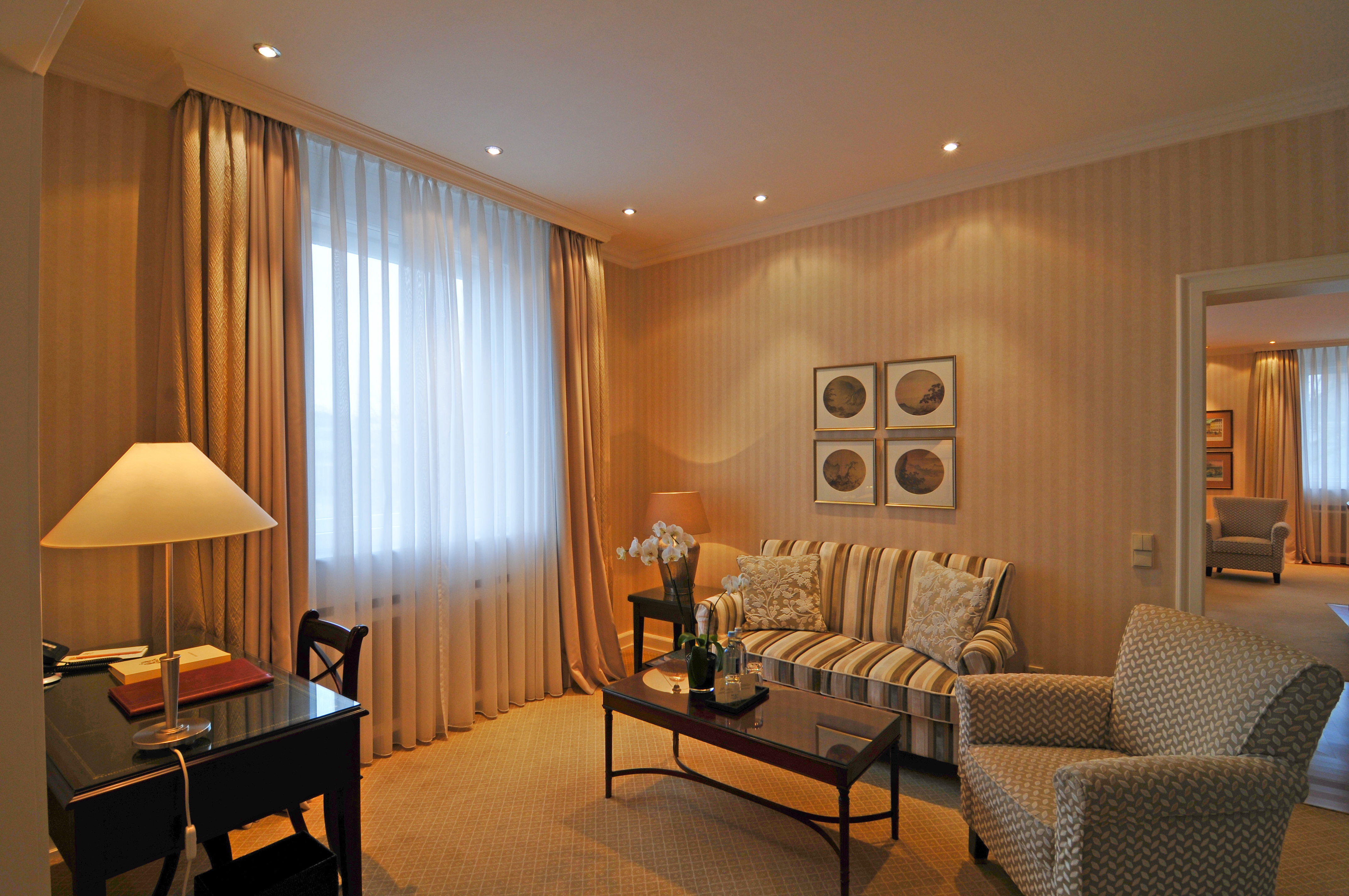
Suite

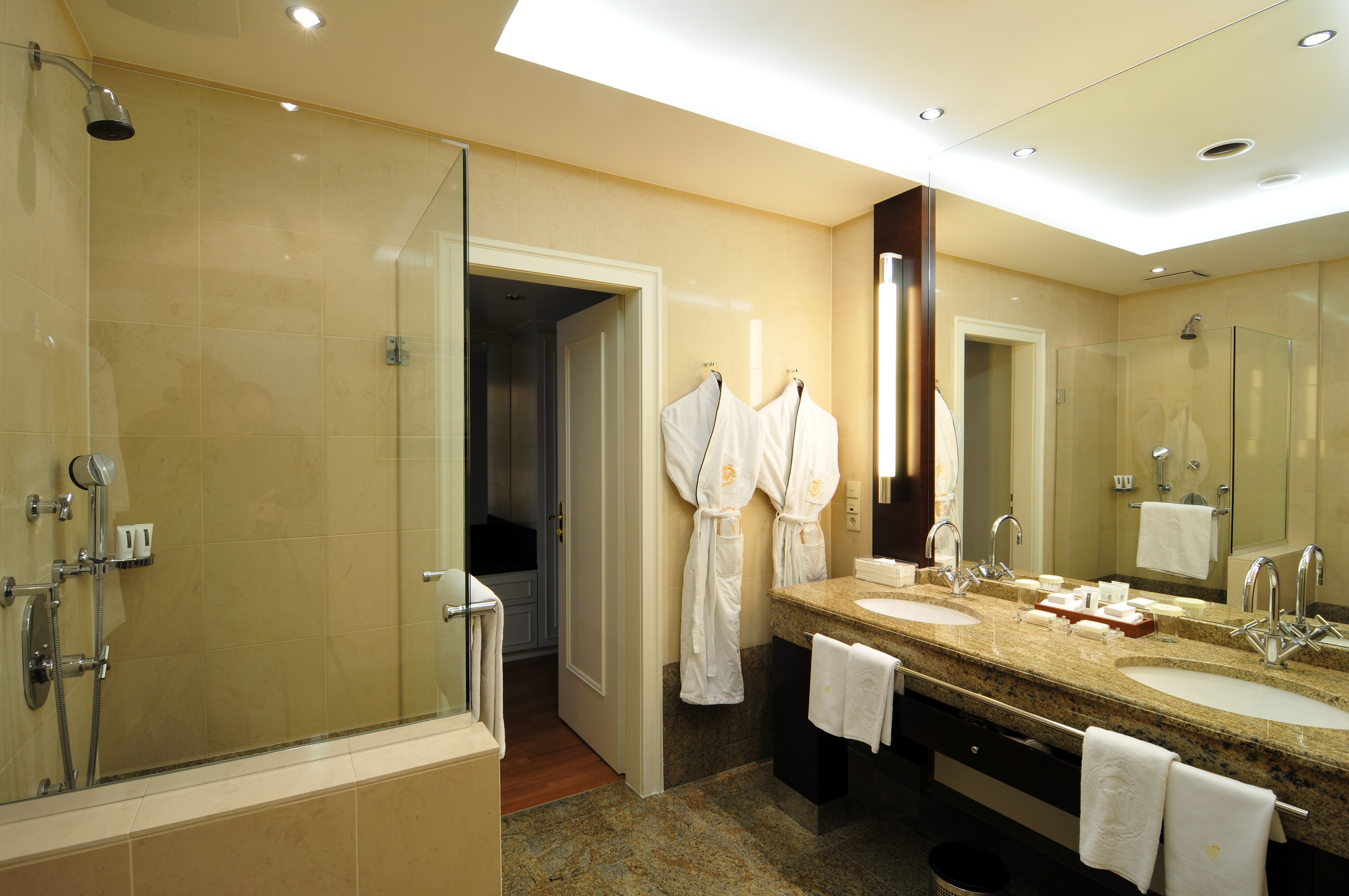
Badezimmer

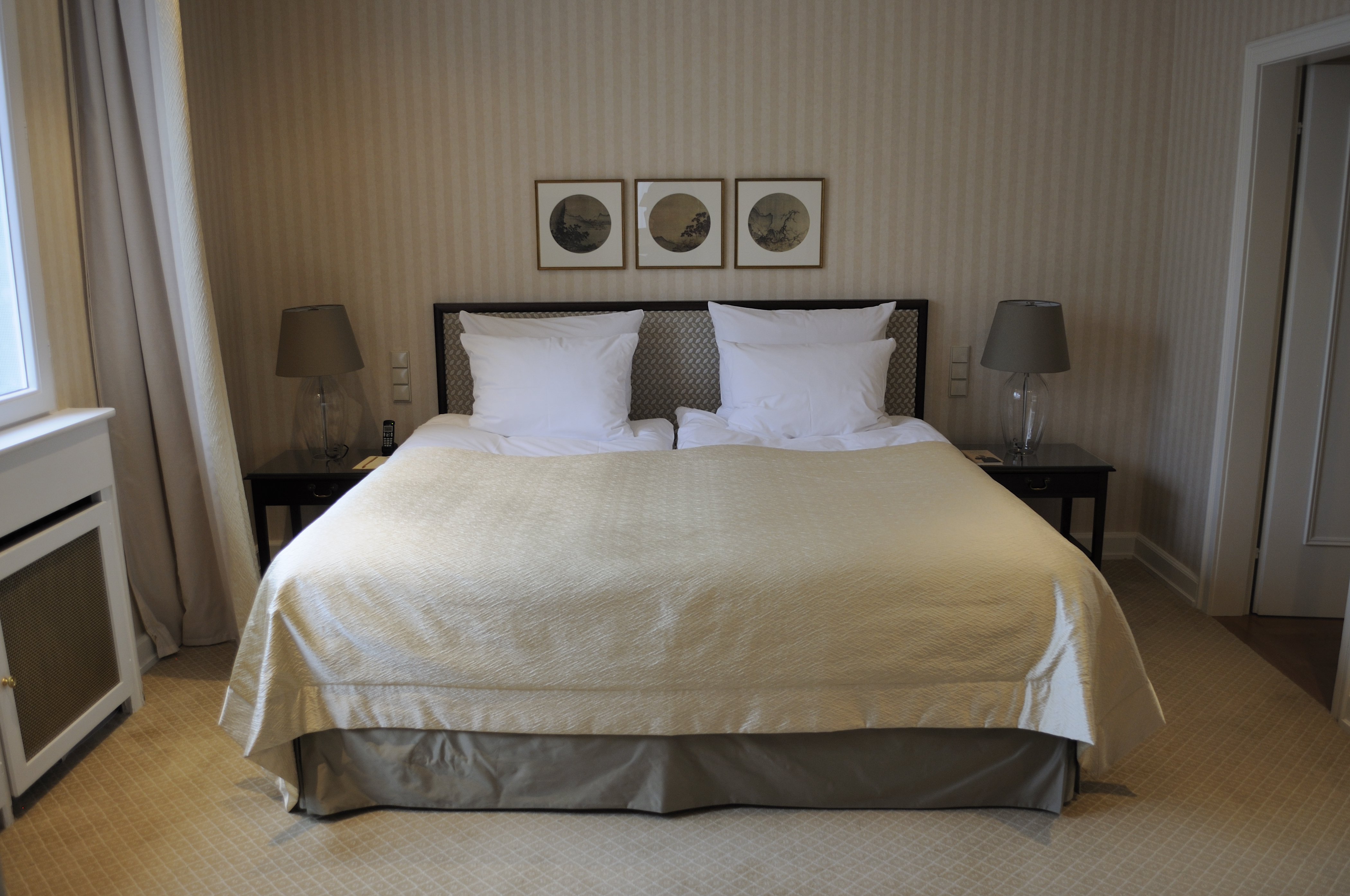
Schlafzimmer

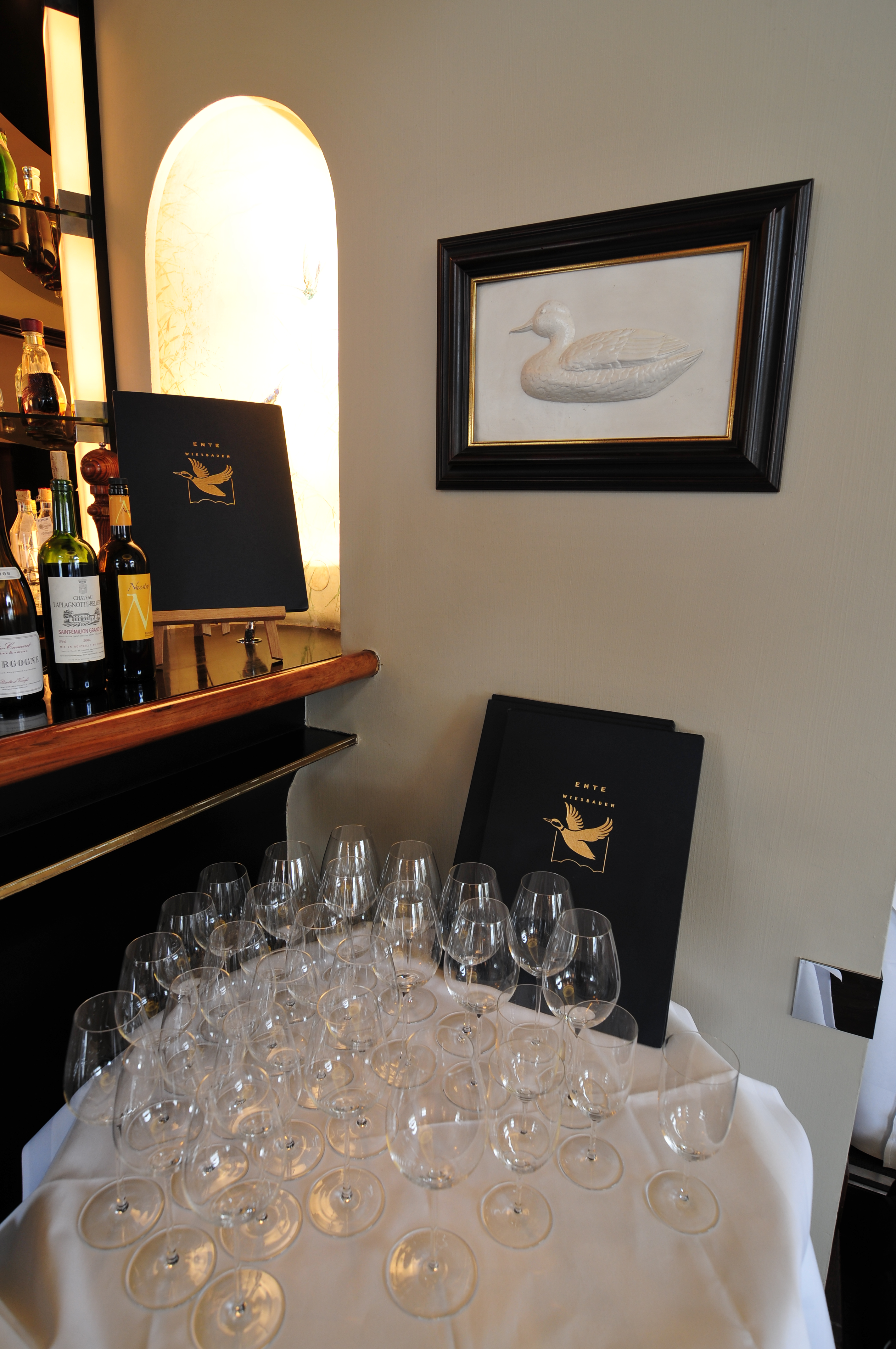
Sternerestaurant „Ente“

Das Hotel Nassauer Hof in der hessischen Landeshauptstadt Wiesbaden zählt zu den großen Grandhotels der Welt. Es wurde 2005 als erstes Hotel in Deutschland in die Klasse 5 Sterne Superior der Deutschen Hotelklassifizierung aufgenommen. Das Haus ist Mitglied in der Vereinigung The Leading Hotels of the World. 
Das Restaurant Ente im Hotel wird seit 1980 mit einem Michelinstern ausgezeichnet; seit 2006 ist Michael Kammermeier Küchenchef. Der Nassauer Hof hat 135 Zimmer, 23 Suiten und eine Präsidentensuite, ein Schwimmbad, das aus einer eigenen Thermalquelle, der Spiegelquelle, gespeist wird.

## Lage
Das Hotel befindet sich am Wiesbadener Kaiser-Friedrich-Platz 3-4, direkt an der Wilhelmstraße und gegenüber den Kurhauskolonnaden und dem Bowling Green. In unmittelbarer Nähe befinden sich auch das Kurhaus und das Hessische Staatstheater, der Kurpark und der Wiesbadener Park Warmer Damm.

## Geschichte
Die Geschichte des Hauses begann im Jahr 1813. Damals eröffnete der Gastwirt Johann Freinsheim das Deutsche Haus, dessen Namen er drei Jahre später in Hotel Nassau änderte. 1819 kaufte die Familie Johann Friedrich Goetz das Gebäude und ließ es aufwändig in klassizistischen Formen umgestalten.
1827 wurde in unmittelbarer Nähe des Hotels das neue herzogliche Hoftheater eröffnet, wovon auch die Familie Goetz profitierte. Als dann 1840 die Eisenbahnverbindung nach Frankfurt am Main eröffnet wurde, konnten die Gäste der aufstrebenden Kurstadt Wiesbaden bequem mit dem Zug anreisen. Die Stadt, die sich bald „Weltkurstadt“ nannte, erlebte einen großen Aufschwung. Zahlreiche Gäste kamen in das mondäne Kurbad, darunter auch der russische Schriftsteller Fjodor M. Dostojewski, der im Hotel Nassau abstieg, im Spielkasino all sein Geld verspielte und aus dieser Not heraus den Roman Der Spieler schrieb, in dem Wiesbaden als Roulettenburg weiterlebt.
1866 wurde das im Deutschen Krieg auf der Seite Österreichs stehende Herzogtum Nassau von den siegreichen Preußen annektiert. Der Herzog wurde aus dem Stadtschloss verjagt und die preußischen Könige und späteren deutschen Kaiser nutzten das Schloss anschließend für ihre zahlreichen Aufenthalte in der Stadt. Auch aufgrund der zahlreichen Besuche des Kaisers entwickelte die Stadt eine enorme Anziehungskraft und hatte um die Jahrhundertwende die meisten Millionäre Deutschlands. Es wurden zahlreiche neue Gebäude errichtet, darunter das Theater (1894) und das neue Kurhaus (1907) in unmittelbarer Nähe des Hotels Nassau. 1897 weihte Kaiser Wilhelm II. direkt vor dem Hotel Nassauer Hof, wie das Haus nun hieß, ein Denkmal seines Vaters ein. Im selben Jahr wurde das angrenzende Hoftheater in den Hotelkomplex integriert.
1903 wurde das Hotel Zeuge einer Begegnung von Kaiser Wilhelm II. mit Zar Nikolaus II. 1907 wurde dann in Sichtweite das neue Kurhaus eingeweiht, während man das Hotel unter Leitung des Architekten Alfred Schellenberg mit einer wilhelminischen Fassade ausstattete, umbaute und erweiterte. Es hatte nun 200 üppig ausgestattete Zimmer und ein luxuriöses Thermalbad.
1917 ging die Familientradition zu Ende. Nach dem Ersten Weltkrieg kaufte der Mülheimer Kaufmann Hugo Stinnes der Familie Goetz das Hotel ab. Von 1940 bis 1944 tagte die Waffenstillstandskommission (Waffenstillstand von Compiègne (1940)) nach der Kapitulation Frankreichs im Hotel. Zum Ende des Zweiten Weltkriegs brannte das Hotel komplett ab. 
1950 begann der Wiederaufbau durch den Architekten Ernst Neufert, der die frühere Dachpartie nicht wiederherstellte, sondern das Gebäude stattdessen zweifach aufstockte und die Fassade vereinfachte. 1966 fand hier im Haus die Bilderberg-Konferenz statt. In den 70er Jahren feierte der Playboy seine Bunny-Parties im Haus; ein Zeugnis davon ist die Bunny-Gravur im Keller des Restaurants Ente. 
1988 feierte Otto Waalkes seinen 40. Geburtstag im Haus; der Stargast dabei war ein echter kleiner Elefant. Seit 2001 gehört das Hotel Nassauer Hof einer Investorengruppe, die eine Betreibergesellschaft gründete.
2025 verkauft die Eigentümergemeinschaft die Immobilie an die Avila Gruppe des Berliner Unternehmers Douglas Fernando. Der Nassauer Hof soll ab 2026 für zwei Jahre geschlossen werden. Geplant ist eine vollständige Grundsanierung des historischen Hauses, einschließlich aller Gästezimmer, öffentlichen Bereiche sowie des Thermen-Spas. Die Anzahl der Zimmer wird  von aktuell 159 auf 104 Gästezimmer und Suiten reduziert. Zusätzlich sollen im rückwärtigen Flügel auf vier Etagen Serviced Apartments für eine längerfristige Vermietung entstehen. Die Wiedereröffnung ist für 2028 geplant.

## Berühmte Gäste
- Fjodor Michailowitsch Dostojewski 1865
- Kaiser Wilhelm II. 1897 / 1903
- Zar Nikolaus II. 1903
- Walther Rathenau bzw. Louis Loucheur 1921 bei den Verhandlungen zum Wiesbadener Abkommen[3]
- Paul von Hindenburg 1930
- John F. Kennedy im Juni 1963
- Richard Nixon
- Helmut Kohl
- Willy Brandt
- Karl Lagerfeld
- Otto Waalkes
- Lady Gaga
- Max Schmeling
- Audrey Hepburn
- Luciano Pavarotti
- Reinhold Messner
- Vladimir Putin im Oktober 2007
- Willem-Alexander im Juni 2013[4]
- S.H. XIV. Dalai Lama im Juli 2005 und 2015[5]